# Gioco del centipede

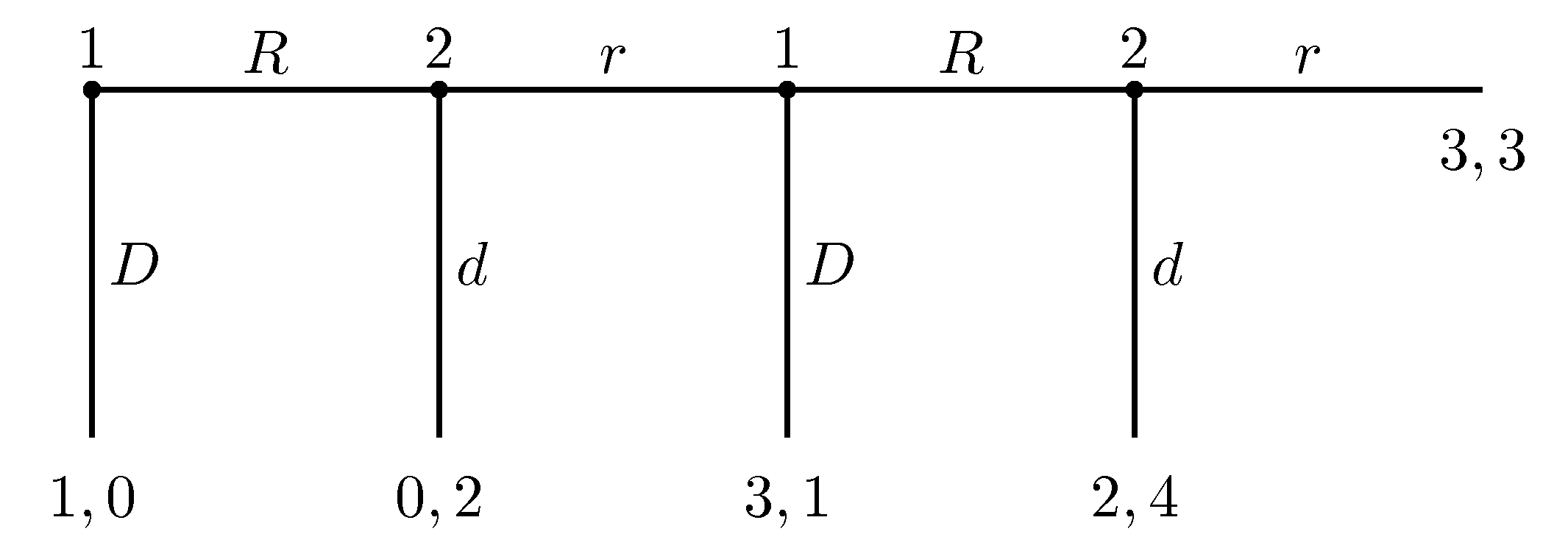
Rappresentazione in forma estesa di un gioco del centipede in quattro mosse

In teoria dei giochi, il gioco del centipede (o del millepiedi), introdotto per la prima volta da Rosenthal nel 1981, è un gioco in forma estesa in cui due giocatori si alternano a scegliere tra prendere un payoff, che cresce man mano che non si sceglie di acquisirlo, e in tal modo concludere il gioco, oppure passare la scelta ad un altro giocatore. 
I payoff sono però disposti in modo tale che se uno passa la scelta all'avversario e l'avversario sceglie il payoff nel suo turno, il giocatore che aveva passato riceve un payoff leggermente inferiore a quanto non avrebbe preso se avesse terminato il gioco nel suo round.
L'unico equilibrio di Nash perfetto nei sottogiochi (e ogni equilibrio di Nash) di questo gioco indica che il giocatore 1 dovrebbe prendere il payoff al primo turno di gioco e lasciare il giocatore 2 a bocca asciutta; tuttavia, testando il gioco empiricamente, pochi giocatori lo fanno, e come risultato ottengono un payoff superiore rispetto a quanto previsto nell'analisi di equilibrio.
Questi risultati mostrano come le soluzioni di un gioco rappresentate dall'equilibrio di Nash perfetto nei sottogiochi e dall'equilibrio di Nash non riescono a prevedere il modo in cui le persone giocano in alcune circostanze. 
Il gioco del centipede è usato comunemente in corsi introduttivi alla teoria dei giochi per evidenziare il concetto di induzione a ritroso e la eliminazione iterata di strategie dominate, che costituiscono metodologie standard per individuare una soluzione per un gioco.